# (1473) Ounas
(1473) Ounas ist ein Asteroid des Hauptgürtels, der am 22. Oktober 1938 von dem finnischen Astronomen Yrjö Väisälä in Turku entdeckt wurde.
Der Name des Asteroiden ist von dem finnischen Fluss Ounasjoki abgeleitet.